# Zvishavane (Simbabwe)
Zvishavane (früher Shabani) ist eine Stadt in der Provinz Midlands in Simbabwe. Zusammen mit ihrem Umland stellt sie einen der Urbanen Distrikte Simbabwes mit 59.714 Einwohnern (2022) und einer Fläche von gut 62 km². Shabani war der ursprüngliche Name der Stadt und stammt von dem Ndebele-Wort Shavani ab, was so viel wie „Finger Hirse“ oder „Zusammen Handeln“ bedeutet.

## Geografie
Sie liegt 290 km (Luftlinie) von der Hauptstadt Harare entfernt, etwa 7 km westlich des Flusses Runde auf einer Höhe von etwa 970 Meter über dem Meeresspiegel. Der Urbane Distrikt ist in 10 Wards aufgeteilt.

## Wirtschaft
Ein bergbaulich genutztes Asbestvorkommen außerhalb der Stadt ist ein wichtiger wirtschaftlicher Faktor für Zvishavane. Die Asbestvorkommen erstrecken sich entlang einer Verwerfungslinie in den Vukwe Mountains nördlich und nordöstlich der Stadt und sind Teil des Great Dyke. Sie treten zwischen Talkschiefern einerseits sowie gering serpentinisierten Dunitkomplexen und Serpentiniten andererseits auf und liegen zusammen auf einem präkambrischen Basement aus Gneis. Asbest ist hier durch mehrere Bergbaubetriebe gewonnen worden.

## Infrastruktur
Zvishavane hat einen Bahnanschluss nach Harare und Bulawayo in Simbabwe, aber auch nach Maputo in Mosambik. Die Stadt liegt an der Fernstraße A9 und A18. Sie verfügt über 130 km Straße, wovon 33 geteert sind. Es gibt in der Stadt 7 Grund- und 9 weiterführende Schulen sowie 2 Berufsschulen. Die Alphabetisierungsquote liegt bei 97 %. Die medizinische Versorgung wird über 2 Krankenhäuser, 7 Ambulanzen und 7 weitere, private Einrichtungen, gestellt.

## Sport
Die Fußballklubs Shabanie Mine FC und FC Platinum sind in Zvishavane beheimatet.

## Bevölkerungsentwicklung
Die Bevölkerungsentwicklung seit 1982.
| Jahr          | Einwohner |
| ------------- | --------- |
| 1982 (Zensus) | 26.597    |
| 1992 (Zensus) | 32.984    |
| 2002 (Zensus) | 35.128    |
| 2012 (Zensus) | 45.230    |
| 2022 (Zensus) | 59.714    |

## Söhne und Töchter der Stadt
- Emmerson Mnangagwa (* 1942 oder 1946), Politiker